# Michael Roaf
Michael Douglas Roaf (* 20. Mai 1947 in Oxford, England) ist ein britischer Vorderasiatischer Archäologe.
Michael D. Roaf studierte zunächst Mathematik an der University of Oxford. Nach einem Studium der Archäologie Westasiens am University College London promovierte er 1977 in Oxford mit der Dissertation Sculptures and Sculptors at Persepolis. Von 1981 bis 1985 leitete er die British School of Archaeology in Iraq, bevor er eine Professur an der University of California, Berkeley erhielt. Von 1995 bis 2012 war er Professor für Vorderasiatische Archäologie und Institutsleiter am Department für Kulturwissenschaften und Altertumskunde an der Universität München. Nach seiner Emeritierung 2012 vertrat er im Wintersemester 2012/2013 noch einmal die Professur am Münchner Institut.
Sein früher Forschungsschwerpunkt war insbesondere die Archäologie Irans. Roaf nahm an Ausgrabungen im Iran, Irak, Syrien, der Türkei und in Bahrain teil. Er war 1967 bis 1977 stellvertretender Grabungsleiter der Grabung von David Stronach in der medischen Siedlung von Nush-i Jan. Gegenwärtig arbeitet er in Giricano und Ziyaret Tepe in der Türkei.

## Veröffentlichungen (Auswahl)
- The Subject Peoples on the Base of the Statue of Darius. In: Cahier de la Délégation Archéologique Française en Iran. Band 4, 1974, S. 73–160.
- Sculptures and Sculptors at Persepolis. In: Iran. The Journal of the British Institute of Persian Studies. Band 21, (The British Institute of Persian Studies, London) 1983.
- The Cultural Atlas of Mesopotamia and the Ancient Near East. Facts on File, New York 1990, ISBN 0-8160-2218-6.
- mit Giovanni B. Lafranchi und Robert Rollinger (Hrsg.): Continuity of empire (?). Assyria, Media, Persia. Sargon, Padua 2003.
- mit David Stronach:  Nush-i Jan I – the major Buildings of the Median Settlement. The British Institute of Persian Studies, London 2007, ISBN 978-90-429-1850-4.